# Ministerstwo Gospodarki Materiałowej i Paliwowej
Ministerstwo Gospodarki Materiałowej i Paliwowej – polskie ministerstwo istniejące w latach 1985–1987, powołane w celu objęcia polityką państwa całokształtu spraw związanych z gospodarką surowcami, paliwami, materiałami oraz rezerwami państwowymi. Minister był członkiem Rady Ministrów.

## Utworzenie urzędu
Na podstawie ustawy z 1985 r. o zmianach w organizacji oraz zakresie działania niektórych naczelnych i centralnych organów administracji państwowej ustanowiono urząd Ministra Gospodarki Materiałowej i Paliwowej w miejsce zniesionego urzędu Ministerstwa Gospodarki Materiałowej oraz Głównego Inspektora Gospodarki Energetycznej.

## Ministrowie
- Jerzy Woźniak (1985–1987)

## Zakres działania urzędu
Do zakresu działania urzędu należały sprawy objęte dotychczas zakresem działania Ministerstwa Gospodarki Materiałowej oraz Głównego Inspektora Gospodarki Energetycznej, a w szczególności sprawy:
- gospodarowania surowcami, materiałami, paliwami i energią oraz ich zapasami;
- kontroli przestrzegania zasad racjonalnego gospodarowania surowcami, materiałami, paliwami i energią;
- eksploatacji środków trwałych w gospodarce narodowej;
- rezerw państwowych;
- gospodarki opakowaniami, surowcami wtórnymi i materiałami niepełnowartościowymi.

## Zniesienie urzędu
Na podstawie ustawy z 1987 r. o utworzeniu urzędu Ministerstwa Przemysłu zniesiono urząd Ministra Gospodarki Materiałowej i Paliwowej.